# Max Schmechel
Max Schmechel (* 8. Mai 1892 in Varchmin, Pommern; † 14. September 1966 in Neckarau) war ein deutscher Architekt und Politiker (CSVD, CDU). Von 1931 bis 1932 war er Mitglied des Reichstages.

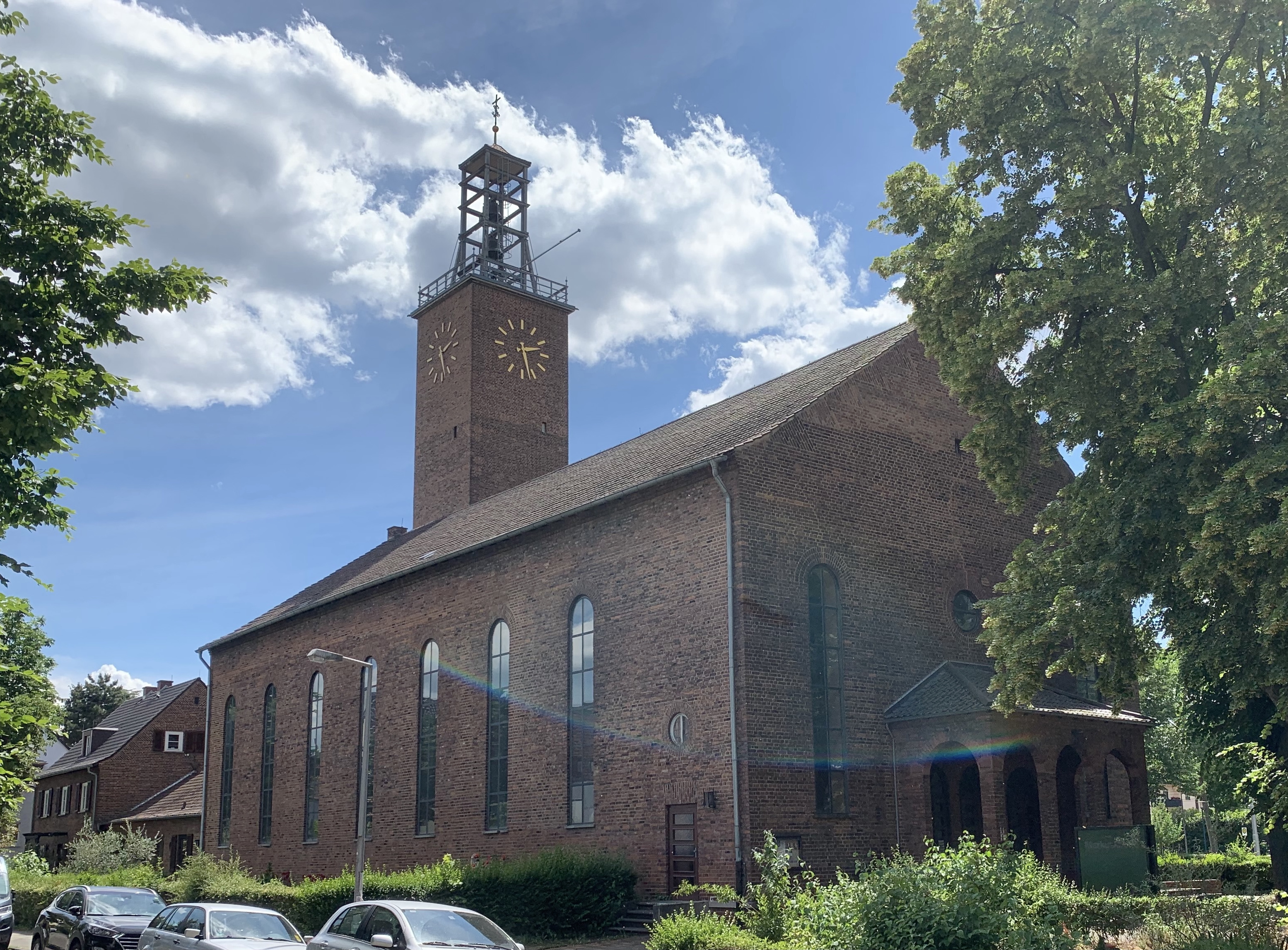
Markuskirche (Mannheim)

## Leben und Wirken
Schmechel wurde als Sohn des Betriebsleiters einer Kleinbahn geboren. Nach dem Abitur in Köslin 1910 studierte er Architektur an der Technischen Hochschule München, der Technischen Hochschule Danzig, der Technischen Hochschule Wien und der Technischen Hochschule Darmstadt.
Von 1914 bis 1918 nahm Schmechel am Ersten Weltkrieg teil. Nach seiner Demobilisierung legte er 1919 sein Diplom an der Technischen Hochschule Darmstadt ab und wurde als Architekt Bauamtmann beim Hochbauamt der Stadt Mannheim. Seine Dissertation zum Thema Nikolaus von Pigage’s Schwetzinger Entwürfe und Bauten legte er 1921 an der Technischen Hochschule Darmstadt vor.

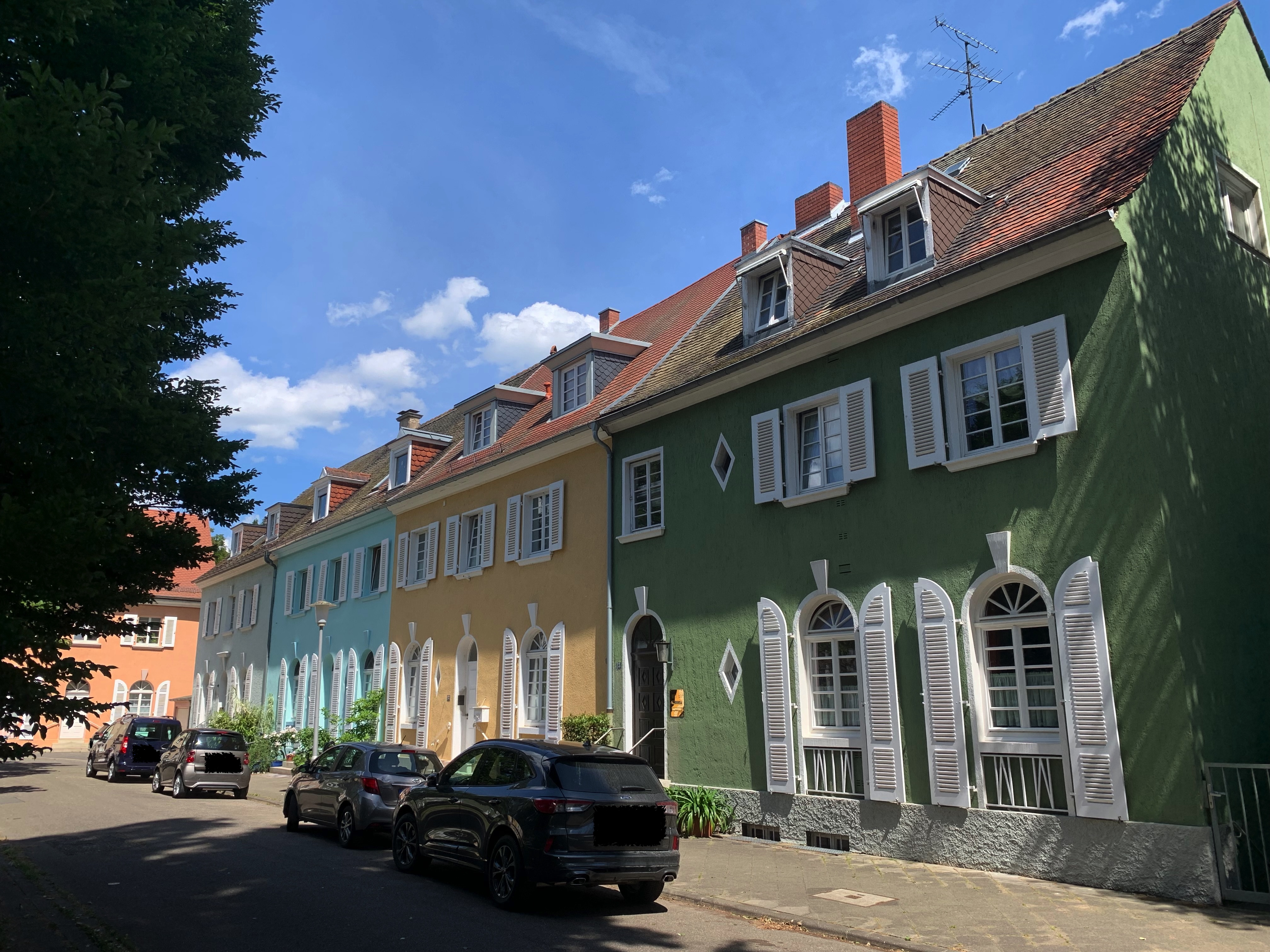
Kalmitplatz, Mannheim

Seinen größten Erfolg als Architekt erreichte Schmechel, als er als Sieger eines Architekturwettbewerbs mit der Planung der Gartenstadt Almenhof in Mannheim beauftragt wurde. Ab 1923 lebte er als freier Architekt. Von 1952 bis 1960 war er Vorsitzender der Ortsgruppe Mannheim des Bundes Deutscher Architekten (BDA). Darüber hinaus leitete er die Architektenkammer Mannheim-Stadt. Zu seinen Werken zählen des Weiteren: Die Direktorenvillen Unterer Luisenpark (1923), die Wohnanlage Kalmitplatz (1925), die Wohnanlage Pfalzplatz (1931), die Markuskirche (1938), die Hafenkirche (1953) und die Emmauskirche (1953). Darüber hinaus war er an zahlreichen Kirchen-Wiederaufbauten nach dem Zweiten Weltkrieg beteiligt, darunter der Konkordienkirche in Mannheim und der Lutherkirche in Freiburg im Breisgau (1952).

## Politik
Ab Mitte der 1920er-Jahre begann Schmechel auch, sich verstärkt politisch zu engagieren. Von 1930 bis 1931 war er Stadtrat in Mannheim. Als Abgeordneter des Christlich-Sozialen Volksdienstes (CSVD) trat er die Nachfolge des zurückgetretenen Hermann Teutsch an und gehörte von 1931 bis 1932 dem Reichstag an, in dem er den Wahlkreis 32 (Baden) vertrat. Von 1931 bis 1933 war er Landesvorsitzender des CSVD in Baden. Nach dem Zweiten Weltkrieg wurde er Mitglied der CDU und vertrat sie von 1956 bis 1962 im Mannheimer Gemeinderat. Bereits im Juni 1945 hatte er sich unter anderem mit August Kuhn getroffen, um über die Gründung einer Christlich Demokratische Partei (später CDU) zu sprechen.

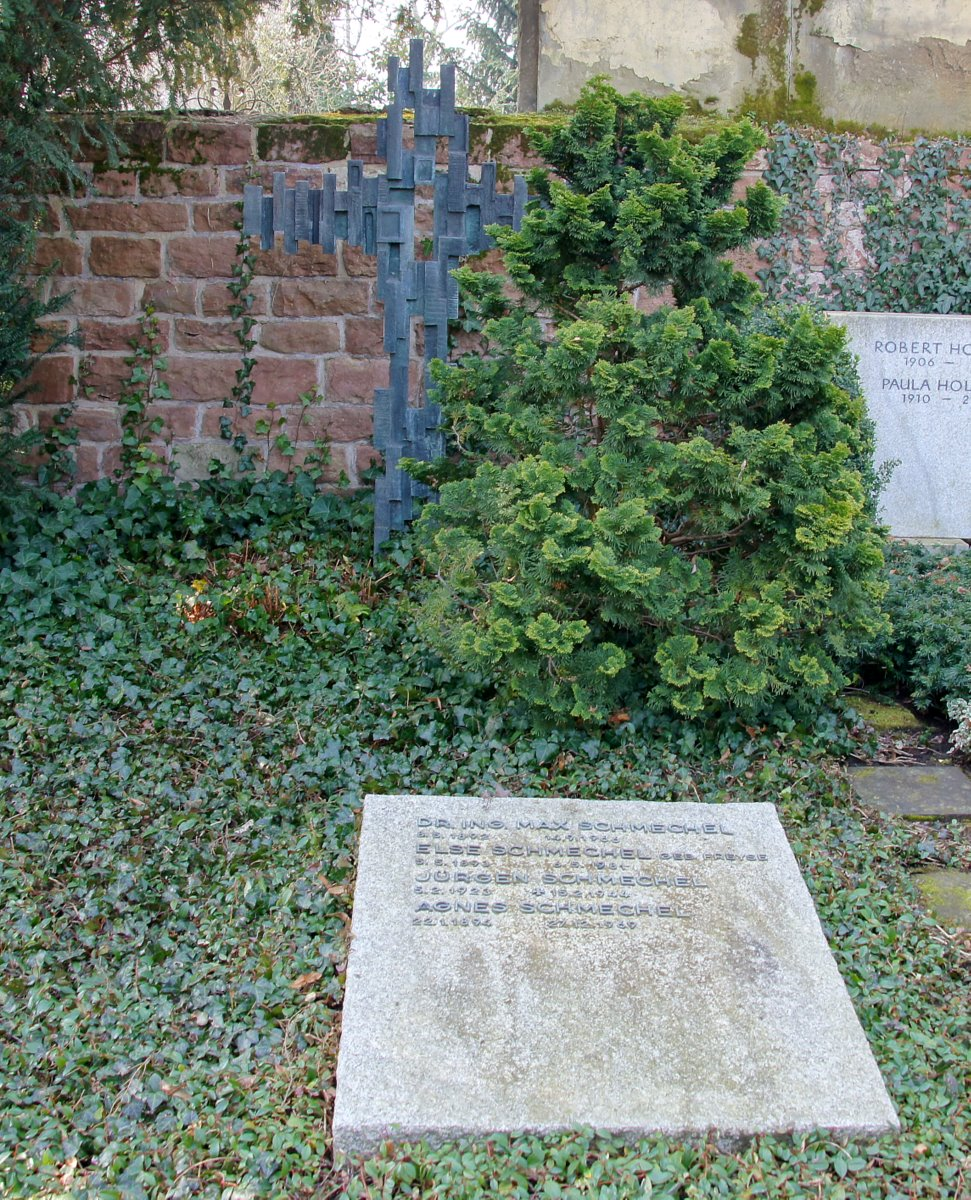
Grab Schmechels in Mannheim

Schmechel initiierte 1927 die „Geistliche Woche Mannheim“ und leitete sie bis 1965. Als frommer Christ veranstaltete er nach 1933 christliche Zusammenkünfte in seinem Privathaus, an denen Protestanten teilnahmen, die die nationalsozialistisch geprägten, sogenannten Deutschen Christen unter dem von Hitler eingesetzten Reichsbischof Ludwig Müller ablehnten. Er war Mitglied der Landessynode und im Landeskirchenrat der Evangelischen Landeskirche in Baden. Schmechel war verheiratet mit Elsa Freyse (1893–1981) und hatte fünf Kinder.
Sein Grab auf dem Hauptfriedhof Mannheim besteht aus einem hohen Bronzekreuz, wobei die Oberfläche aus Kuben und Aussparungen zusammengesetzt wurde.

## Schriften
- Nicolaus von Pigage's Schwetzinger Entwürfe und Bauten. 1923. (Dissertation)
- Dr.-Ing. Max Schmechel: Bauten 1921–1925. 1926.
- Ist unser Weg richtig? 1931. (zusammen mit Hermann Strathmann und Karl Veidt)